# 時々迷々
『時々迷々』（ときどきまよまよ）は、2009年4月から2019年9月までNHK教育テレビ→NHK Eテレで放映された小学校3・4年生向けの道徳番組。2009年3月に放送終了した『さわやか3組』の後継番組。

## 概要
神奈川県横浜市を舞台に迷いを抱える子供達の前に現れる時々迷々によって、間違った道に走られたり戒められたりしながらも、自分なりの答えを見出していく物語。
NHK Eテレで放送される「学校放送」で、道徳授業の番組としてデジタル教材のコンテンツに含まれている。ドラマを軸としているという点では前番組『さわやか3組』と同じ。ただし、『さわやか3組』では主人公を含めた多くのレギュラー出演者を中心に話を展開させていた連続ドラマ形式だったのに対して、当番組では常時出演するレギュラー出演者が番組タイトルと同じ名前である「時々迷々」だけであり、それ以外の出演者や舞台設定は毎回異なるオムニバスドラマ形式であるのが特徴である。また、脚本についても『さわやか3組』では1人の脚本家が1年を通して担当していたが、当番組では担当する脚本家が毎回異なっている。
2010年にはNHK総合テレビで『時々おとなも迷々』を放送。「大人の道徳」として第1回（成人の日）は20歳の若者、第2回（敬老の日深夜）は高齢者に関する話を放送した。
2012年度以降は、過去の年度の作品からセレクトしたものが放送される。
2019年9月をもってテレビでの放送を終了（『NHK for School』公式サイトでは引き続き視聴可能）。後継番組の『もやモ屋』が10分番組となるため、本番組はNHKの小学生向け道徳番組では最後の15分番組となった。

## 放送時間
いずれも日本時間（出典：）。
| 期間                              | 放送時間                                             |
| --------------------------------- | ---------------------------------------------------- |
| 2009年度 - 2010年度               | 水曜日 10:00 - 10:15、金曜日 10:00 - 10:15（再放送） |
| 2011年度                          | 金曜日 9:30 - 9:45                                   |
| 2012年度                          | 金曜日 9:15 - 9:30                                   |
| 2013年度・2016年度 - 2019年度前期 | 金曜日 9:25 - 9:40                                   |
| 2014年度 - 2015年度               | 金曜日 9:35 - 9:50                                   |

- - 2012年度までは年間全20回の放送かつ基本的に2週間更新で、最初の週に次のエピソードを放送し、翌週に再放送する形だった。2013年度以降は年間全40回の放送で、原則として毎週更新という形になっている。
  - 本番組と同じく、道徳番組で15分番組だった『ざわざわ森のがんこちゃん』が『新・ざわざわ森のがんこちゃん』として10分番組になったことや、同じく15分番組だった『道徳ドキュメント』の終了に伴い、2015年度後期からは本番組が道徳番組として唯一の15分番組となった。

## 出演者
- 時々迷々 - 片桐はいり[3]

## 放送リスト

### 2009年度
| 回 | タイトル                                           | 脚本       | 初回放送日     |
| -- | -------------------------------------------------- | ---------- | -------------- |
| 1  | カンペキ教室                                       | 鈴木卓爾   | 2009年03月23日 |
| 2  | 真理アントワネット                                 | 三宅隆太   | 2009年04月22日 |
| 3  | 声なきメッセージ                                   | 萩生田宏治 | 2009年05月13日 |
| 4  | 働かざる者                                         | 渡辺謙作   | 2009年05月27日 |
| 5  | おじいちゃんといっしょ                             | 渡辺謙作   | 2009年06月10日 |
| 6  | あぜみちクロスロード                               | 戌井昭人   | 2009年06月24日 |
| 7  | ライオンとふんころがし                             | 大森立嗣   | ※未放送        |
| 8  | うみねこニャー                                     | 大森立嗣   | 2009年08月19日 |
| 9  | 金を貸す少女                                       | 横浜聡子   | 2009年09月09日 |
| 10 | 河童と山わらし                                     | 片桐絵梨子 | 2009年09月25日 |
| 11 | ど根性大根                                         | 三宅隆太   | 2009年10月07日 |
| 12 | 特技に生きる                                       | 鈴木卓爾   | 2009年10月21日 |
| 13 | あの、黒くてテカテカですばしっこくて、にくいやつ。 | 横浜聡子   | 2009年11月04日 |
| 14 | 301号室                                            | 青木豪     | 2009年11月18日 |
| 15 | 大好きな絵本                                       | 唯野未歩子 | 2009年12月02日 |
| 16 | ホール・イン・ワン                                 | 青木豪     | 2010年01月06日 |
| 17 | 登校                                               | 片桐絵梨子 | 2010年01月27日 |
| 18 | 祖国                                               | 萩生田宏治 | 2010年02月10日 |
| 19 | 最後のウソ                                         | 唯野未歩子 | 2010年02月24日 |
| 20 | おとしよりクラス                                   | 戌井昭人   | 2010年03月10日 |

### 2010年度
| 回 | タイトル                   | 脚本           | 初回放送日     |
| -- | -------------------------- | -------------- | -------------- |
| 21 | わたしは歌手になりたい     | 横浜聡子       | 2010年04月07日 |
| 22 | 50円玉ひとつ               | ますもとたくや | 2010年04月21日 |
| 23 | まねっこレミ               | 萩生田宏治     | 2010年05月12日 |
| 24 | きつね                     | 片桐絵梨子     | 2010年05月26日 |
| 25 | クラスの旗                 | 戌井昭人       | 2010年06月09日 |
| 26 | 涙ながしまくる             | 渡辺謙作       | 2010年06月23日 |
| 27 | オリエンテーリング         | 大森立嗣       | 2010年07月07日 |
| 28 | さがしもの                 | 片桐絵梨子     | 2010年08月25日 |
| 29 | わたしのロボット           | 青木豪         | 2010年09月15日 |
| 30 | いつわりのラブレター       | 桑原裕子       | 2010年09月29日 |
| 31 | 最強カード                 | 松江哲朗       | 2010年10月13日 |
| 32 | その目をさませ!            | 青木豪         | 2010年10月27日 |
| 33 | ふくらみすぎたパン         | 戌井昭人       | 2010年11月10日 |
| 34 | 人は木にはなれない         | 鈴木卓爾       | 2010年11月24日 |
| 35 | ウソ・ウソ・ウソ           | 坪田文         | 2010年12月08日 |
| 36 | お姉ちゃんとよばないで     | 唯野未歩子     | 2011年01月12日 |
| 37 | リンゴ・タコヤキ・ゴーヤー | 渡辺謙作       | 2011年01月26日 |
| 38 | ぽつん                     | 藤田一朗       | 2011年02月09日 |
| 39 | タカツグくんの字           | 萩生田宏治     | 2011年02月23日 |
| 40 | うたはつづくよ、どこまでも | 鈴木卓爾       | 2011年03月09日 |

### 2011年度
| 回 | タイトル                   | 脚本           | 初回放送日     |
| -- | -------------------------- | -------------- | -------------- |
| 41 | ケイスケのいない学級会     | 大野敏哉       | 2011年04月08日 |
| 42 | 折れた翼                   | 萩生田宏治     | 2011年04月22日 |
| 43 | 友達ランキング             | 坪田文         | 2011年05月13日 |
| 44 | 戦え!最強お父さん          | 松江哲朗       | 2011年05月27日 |
| 45 | ヒデキに会いたい!          | 高橋幹子       | 2011年06月10日 |
| 46 | どんくらいベイビー         | 片桐絵梨子     | 2011年06月24日 |
| 47 | ぼくのおじさん             | 萩生田宏治     | 2011年07月08日 |
| 48 | もうひとりのぼく           | 渡辺謙作       | 2011年08月26日 |
| 49 | おじいちゃんが来た         | 青木豪         | 2011年09月16日 |
| 50 | 勇者になりたい             | 柴幸男         | 2011年09月30日 |
| 51 | キミは害鳥?                | 吹原幸太       | 2011年10月14日 |
| 52 | にっぽん、ニッポン         | ますもとたくや | 2011年10月28日 |
| 53 | バースデーの空             | 山田エイジ     | 2011年11月11日 |
| 54 | おしごとこわい             | 森             | 2011年11月25日 |
| 55 | 恐竜さんぽ                 | 前田司郎       | 2011年12月09日 |
| 56 | わたしはプリマドンナ       | 渡辺謙作       | 2012年01月13日 |
| 57 | ホメカード                 | 大野敏哉       | 2012年01月27日 |
| 58 | キボウノ町                 | 向井康介       | 2012年02月10日 |
| 59 | ハイパーそうじ長!          | 金杉弘子       | 2012年02月24日 |
| 60 | アナタモワタシモハーモニー | 鈴木卓爾       | 2012年03月09日 |

## 主題歌
『まようた』
- 作詞・作曲：岸野雄一
- 編曲：岡村みどり
- 歌：岸野雄一

## スタッフ
- 脚本 - 戌井昭人、横浜聡子、大野敏哉、萩生田宏治、ますもとたくや、坪田文、松江哲明、片桐絵梨子、渡辺謙作、大森立嗣、鈴木卓爾、高橋幹子
- 音楽 - 横川理彦、牧野琢磨、岸野雄一、岡村みどり、飛鳥東六、遠藤慎吾、宇波拓、鈴木英倫子、吉田哲人

## 時々おとなも迷々

### 第1回 成人の日
概要
成人式を迎える若者の迷いを描く。主人公は20歳になった『さわやか3組』の児童、高林瞠（演：村上東奈、1999年度）と向田千里（演：須永佐友美、2000年度）。
放送日時
- 2010年1月11日：月曜 09:30 - 10:00（NHK総合テレビ）
- 2010年1月23日：土曜 16:05 - 16:35（NHK教育テレビ）
- 2010年2月18日：木曜 01:20 - 01:50（NHK総合テレビ）
- 2011年2月03日：木曜 02:10 - 02:40（NHK総合テレビ）

エピソード
- 迷いの第1話「電車にて」
- 迷いの第2話「職場にて」
- 迷いの第3話「家庭にて」
- 迷いの第4話「マンションにて」
- 迷いの第5話「大人になりましょう」

出演
- 時々迷々 - 片桐はいり
- 高林瞠 - 村上東奈
- 向田千里 - 須永佐友美
- 瞠の父 - 岩尾万太郎
- 市職員 - 寺十吾
- イグアナ男 - 伊藤匠
- 高林時男 - 外波山文明
- 瞠の母 - 深沢エミ
- 電車内の老婆 - 森康子
- 市職員の上司 - 蒲公仁
- パチンコ店長 - 大賀太郎
- ナレーション - 清川元夢

スタッフ
- 脚本：鈴木卓爾
- 音楽：岡村みどり

### 第2回 敬老の日
概要
高齢者の迷いを面白ろ不思議に描く。1話5分のオムニバス形式で5人の脚本家が1話ずつ担当。
放送日時
- 2010年9月21日：火曜 00:15 - 00:45（NHK総合テレビ）
- 2011年2月03日：木曜 02:40 - 03:10（NHK総合テレビ）

出演
- 時々迷々 - 片桐はいり
- ナレーション - 清川元夢

第一話「ヤングジジイ」
- 脚本：鈴木卓爾
- 出演
  - 小野（若作りをしている75歳） - 団しん也
  - 紺野（小野と同世代の知人） - 沼田爆
  - 若い男（カフェの客） - 椎名鯛造
  - 絵々奈（カフェのウェイトレス） - 上堂薗恭子
  - 新人（カフェのウェイトレス） - 杉浦光季
  - 男店員（カフェのウェイター） - 楠井博士

第二話「板挟み」
- 脚本：片桐絵梨子
- 出演
  - 道弘（心中をしたが生き残った男性） - 史朗
  - 夏見（道弘の愛人、心中の相手） - 藤本喜久子
  - 史代（道弘の妻） - 宮下順子

第三話「おれおれ森」
- 脚本：戌井昭人
- 出演
  - 老婆 - 森康子
  - 魔女 - 奥村勲
  - 孫 - 内倉憲二

第四話「定年にはなるけれど」
- 脚本：萩生田宏治
- 出演
  - 井坂誠（定年になった会社員） - 塩見三省
  - 真紀子（井坂誠の妻） - 宮前希依
  - 女（ホテルで待ち合わせをする女性） - 宮前希依
  - 男（ホテルで待ち合わせをする男性） - 大窪晶
  - 上司（井坂誠の会社の上司） - 山口眞司
  - 老夫婦（長距離バスの乗客） - 田代忠雄、田代和子

第五話「夜明け前」
- 脚本：横浜聡子
- 出演
  - 女優 - 絵沢萠子
  - 北村監督（映画『夜明け前』の監督、故人） - 利重剛
  - 新人（女優の運転手） - 村上東奈